# Aschaffenburg (stad)
Aschaffenburg is een kreisfreie Stadt in het uiterste noordwesten van de Duitse deelstaat Beieren. De stad telt 70.858 inwoners (31 december 2020) op een oppervlakte van 62,45 km². Aschaffenburg ligt bij de monding van het riviertje de Aschaff in de Main aan de rand van de Spessart.

## Geschiedenis
Aschaffenburg behoorde eeuwenlang tot het keurvorstendom Mainz, totdat het aan het begin van de 19e eeuw bij Beieren kwam.
Frans Haus, de 19e-eeuwse klokkenluider van de Stiftsbasiliek, hield een kroniek bij over de stad. Het handschrift wordt bewaard in het stadsarchief.
Aschaffenburg was van 1749 tot 1751 een commanderij van de landcommanderij Alden Biesen van de Duitse Orde (zie Commanderij Aschaffenburg).

## Bezienswaardigheden
De belangrijkste bezienswaardigheden van de stad zijn het renaissanceslot Johannisburg en de Stiftsbasiliek. De kerk op de Stiftsberg dateert uit de 10e eeuw. In de basiliek bevindt zich de befaamde Bewening van Christus van de middeleeuwse schilder Matthias Grünewald (1460/80–1528).

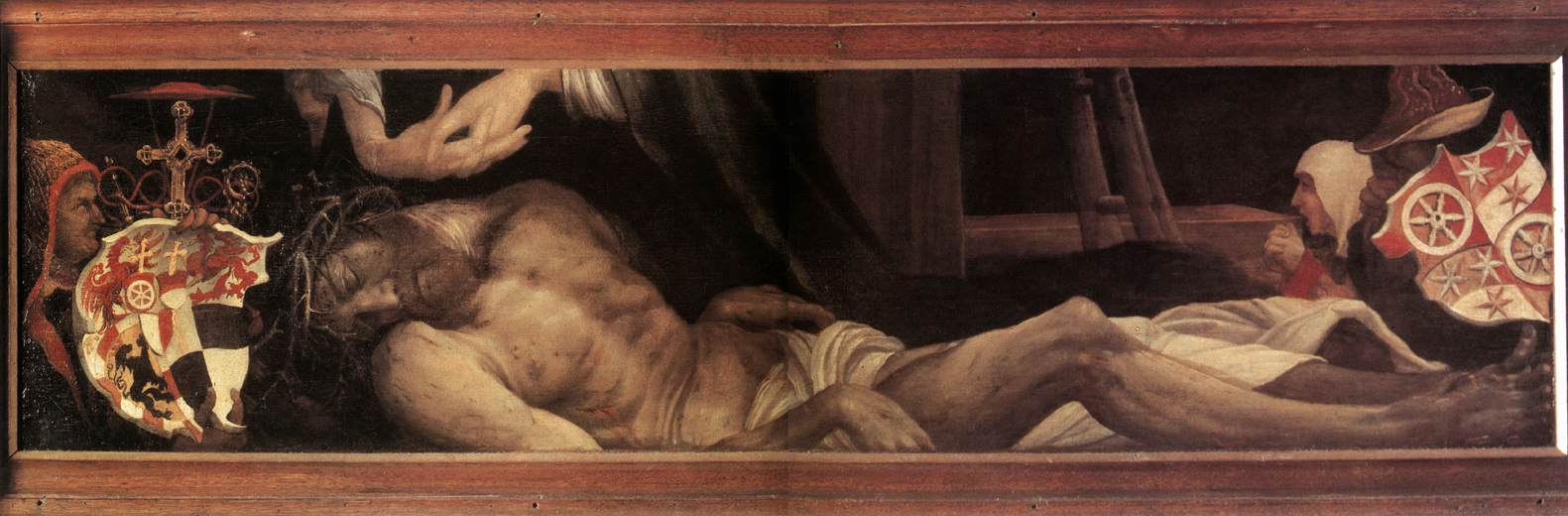
Matthias Grünewald, "Beweinung Christi", omstreeks 1525

## Bekende inwoners van Aschaffenburg
De schilder Christian Schad, die onder andere portretten schilderde in een magisch-realistische stijl, woonde en werkte van 1943 tot 1961 in Aschaffenburg, waarna hij zich vestigde in het naburige dorp Keilberg. Een groot deel van zijn werk bevindt zich in de Christian-Schad-Stiftung in Aschaffenburg.

### Geboren
- Augusta (1704-1726), prinses
- Ernst Ludwig Kirchner (1880–1938), kunstschilder
- Alfons Maria Jakob (1884-1931), neuroloog
- Carlos Boozer (1981), basketballer
- José Holebas (1984), voetballer
- Markus Neumayr (1986), voetballer
- Tom Bischof (2005), voetballer

### Overleden
- Adalbert van Saksen (1467–1484), diocesaan administrator van het Keurvorstendom Mainz
- Clemens Brentano (1778–1842), schrijver uit de Romantiek

## Galerij

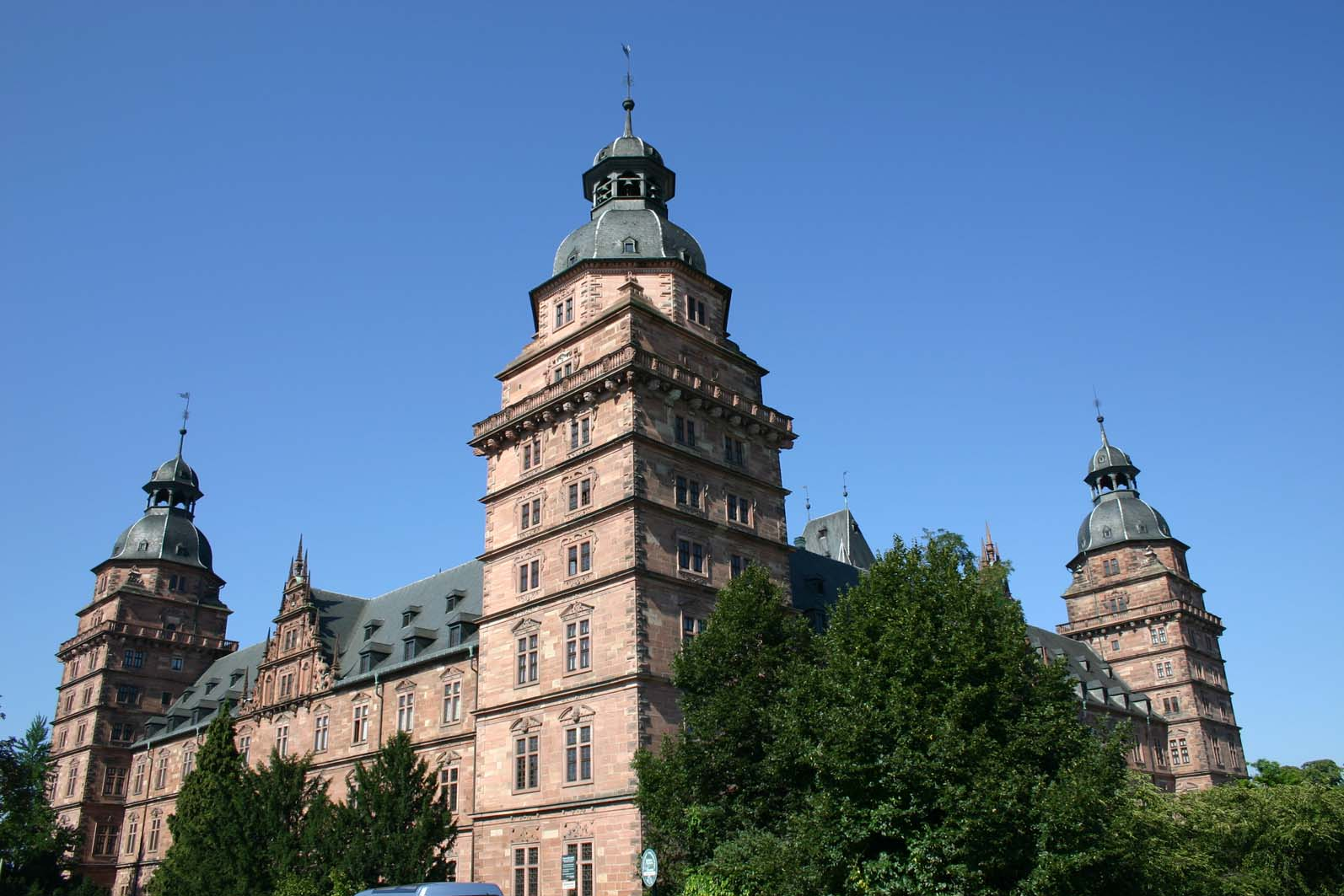
Slot Johannisburg
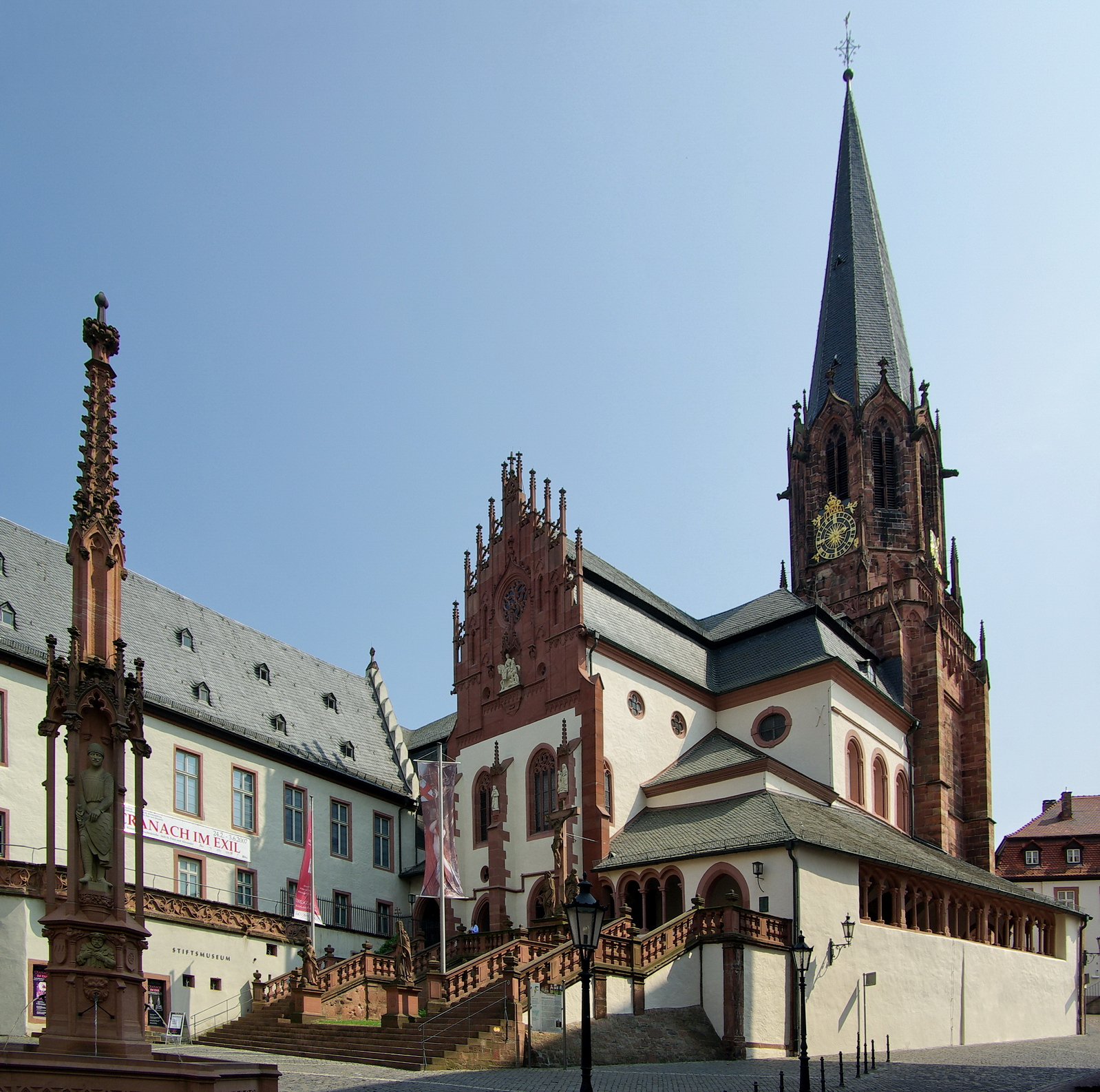
Sint-Petrus en Alexanderkerk